# Lee Quiñones
Lee Quiñones (* 24. Juli 1960 in Ponce, Puerto Rico), bekannt als LEE, ist ein puerto-ricanisch-US-amerikanischer Graffiti- und Hip-Hop-Künstler.

## Leben und Werk
„Lee“ George Quiñones wurde als Sohn puerto-ricanischer Eltern in Ponce geboren und wuchs in der Lower East Side in Manhattan auf. 1974 begann er im New York City Subway großflächige Graffiti zu sprühen. Auch Waggons und sogar ganze U-Bahn Züge übermalte Lee Quiñones in spektakulärer Weise. Keith Haring und Jean-Michel Basquiat wurden durch seine Graffiti beeinflusst.
Unter der Leitung von Charlie Ahearn spielt Lee Quiñones in Wild Style, einem Film der Hip-Hop-Szene mit Mitgliedern der Sprayergruppe The Fabulous 5ive. Quiñone wirkte in den Filmen New York City Girl (1982) und Susan … verzweifelt gesucht (1985) von Susan Seidelman mit. Außerdem an Filmen mit Laurence Fishburne, Rosie Perez und Fred Durst.
Nach anfänglich illegalen Sprüh-Aktionen begann Quiñones in legalem, kommerziellen Auftrag zu arbeiten. Später schaffte Quiñones den Schritt in renommierte Galerien und Museen, indem er Leinwand und Metall als Bildträger nutzte. 1982 stellte Quiñones auf der documenta 7 in Kassel aus. 

## Auszeichnungen
- VH1 Hip-Hop Honors
- 2007 J.A.M. Awards for the Arts